# Willi Wohlberedt

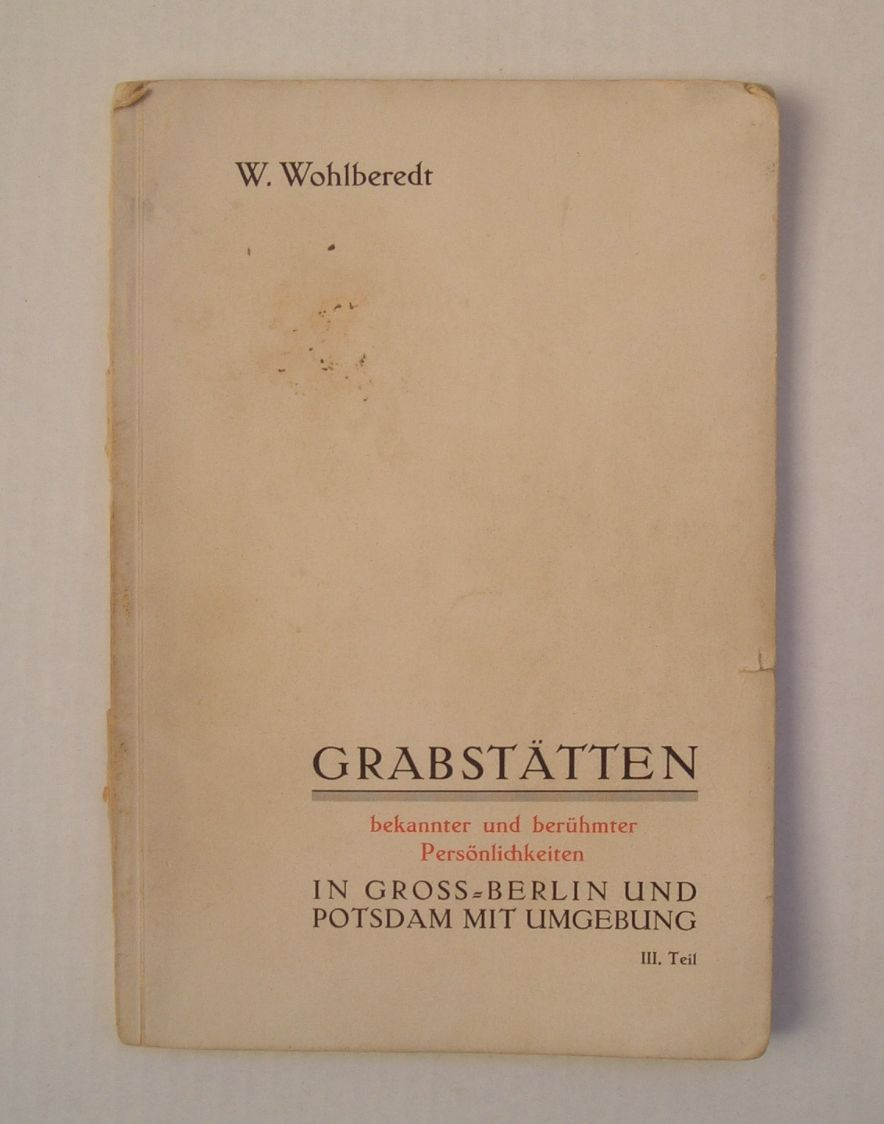
W. Wohlberedt: Verzeichnis der Grabstätten…, hier Teil III

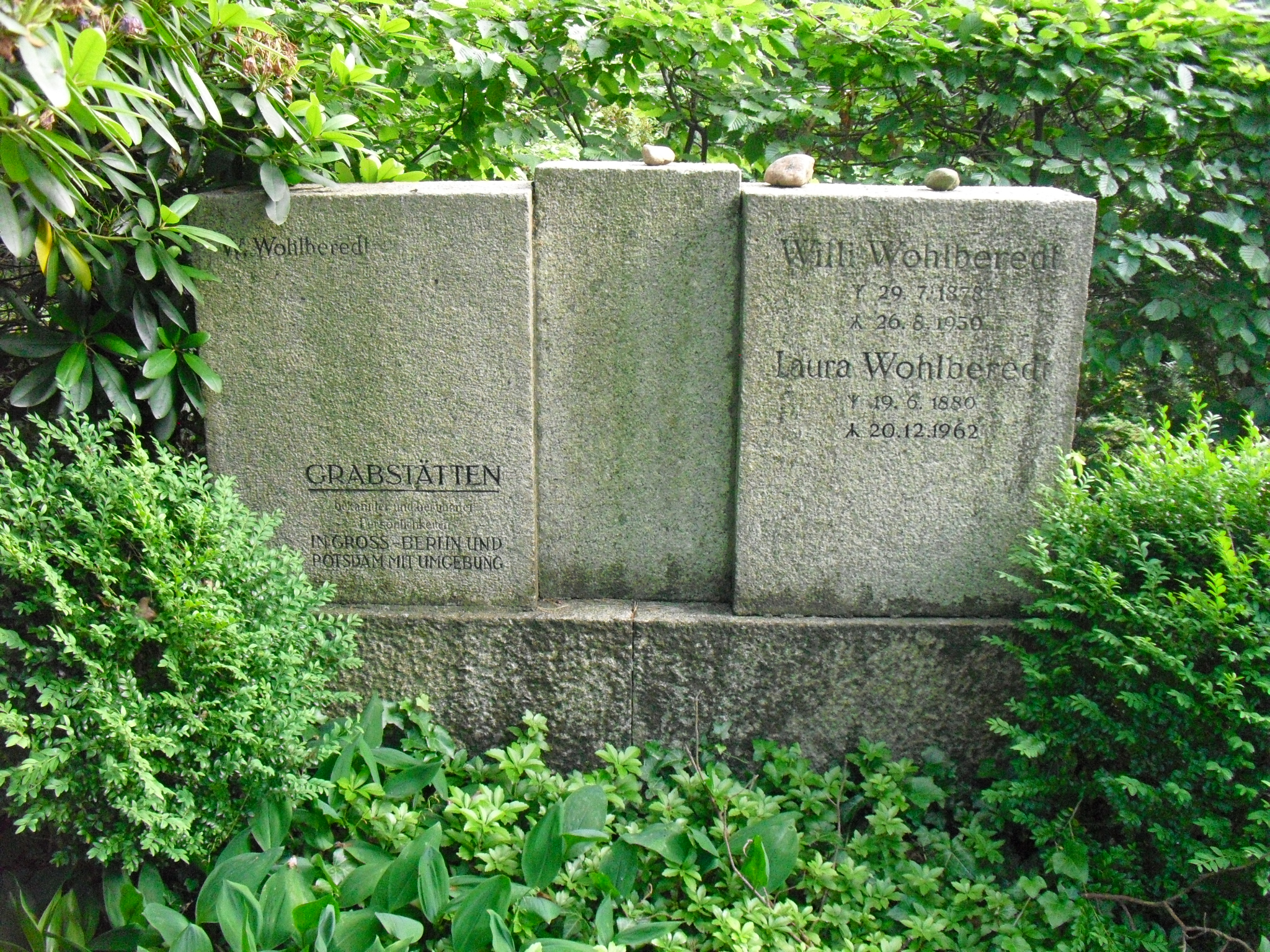
Das Grab – mit dem in Stein gemeißelten Umschlag seines Lebenswerkes

Willi Wohlberedt (* 29. Juli 1878 in Berlin; † 26. August 1950 in Wieck a. Darß) war ein deutscher Heimatforscher.

## Leben
Willi Wohlberedt verbrachte 40 Jahre seines Lebens damit, auf 250 Friedhöfen im Raum Berlin nach den Gräbern Prominenter und weniger Prominenter zu suchen. Er konnte insgesamt 5.240 Grabstellen samt Kurzbiographien in vier Bänden seines durchgehend paginierten Verzeichnisses der Grabstätten bekannter und berühmter Persönlichkeiten in Groß-Berlin, Potsdam und Umgebung verzeichnen. Die Bände erschienen in günstiger Ausstattung im Selbstverlag.
Nach Erscheinen von Teil I im Jahr 1932 fanden sich Förderer, die seine Arbeit unterstützten. Teil II von 1934 wurde beargwöhnt, da Wohlberedt es gewagt hatte, auch Juden und Marxisten zu nennen. Dennoch fand er in dem Gräberkommissar Ernst von Harnack einen Förderer, der ihn beauftragte, bei den großflächigen Abriss- und Abräumarbeiten Albert Speers für die Welthauptstadt Germania auf pietätvolle Umbettungen alter Gräber zu achten. 1939 erschien Teil III, diesmal ohne Juden und Marxisten, dafür unter aufgenötigter Beachtung der nationalsozialistischen „Helden“, also mehrheitlich der von der „Kommune“ bei Saalschlachten erschlagenen SA-Männer.
Willi Wohlberedt musste einige Schicksalsschläge hinnehmen. Die Fotosammlung, die sich im Dienstgebäude des Gräberkommissars befand, wurde ebenso ein Opfer des Bombenkriegs wie Wohlberedts Wohnhaus in Berlin SO 36, Eisenbahnstr. 8, in dem sich seine Archivalien befanden. Deshalb nahm er ein Angebot an, auf den Darß zu ziehen.
Das Bankschließfach, in dem sich das Manuskript zu Teil IV befand, wurde beim Einmarsch der Roten Armee während der Schlacht um Berlin komplett ausgeräumt und blieb verschollen. Seine letzten Lebensjahre in Wieck verbrachte er damit, diesen Teil IV zu rekonstruieren. Er konnte noch ein druckfertiges neues Manuskript vorlegen, erlebte aber die Veröffentlichung nicht mehr. Teil IV wurde 1952 von der Landesgeschichtlichen Vereinigung für die Mark Brandenburg herausgegeben, die auch die früheren Bände nachdrucken ließ.
Schmerzlich bedauert Wohlberedt im Vorwort, dass er das Grab seines Förderers Ernst von Harnack nicht einarbeiten konnte: Er war als Teilnehmer am Attentat vom 20. Juli 1944 im März 1945 hingerichtet und an unbekannter Stelle anonym begraben worden.
Willi Wohlberedts Grab befindet sich auf dem landeseigenen Friedhof Grunewald-Forst am Schildhorn in der Abteilung II, R3. Die Stadt Berlin hatte es für ihn seit den 1930er Jahren freigehalten.